# Cnaphalocrocis patnalis
Cnaphalocrocis patnalis là một loài bướm đêm trong họ Crambidae.